# Fritz Wendel
Pour les articles homonymes, voir Wendel.
Friedrich "Fritz" Wendel (21 février 1915 - 9 février 1975) était un pilote d'essai allemand dans les années 1930 et 40. 

## Faits marquants
Le 26 avril 1939, Fritz Wendel établit le record mondial de vitesse aérienne de 755,138 km/h, pilotant le Messerschmitt Me 209 V1. Il bat le record établi le 30 mars 1939 par Hans Dieterle aux commandes du Heinkel He 100 V8. Le record de Wendel a duré 30 ans, jusqu'à ce qu'il soit battu par Darryl Greenamyer en 1969.

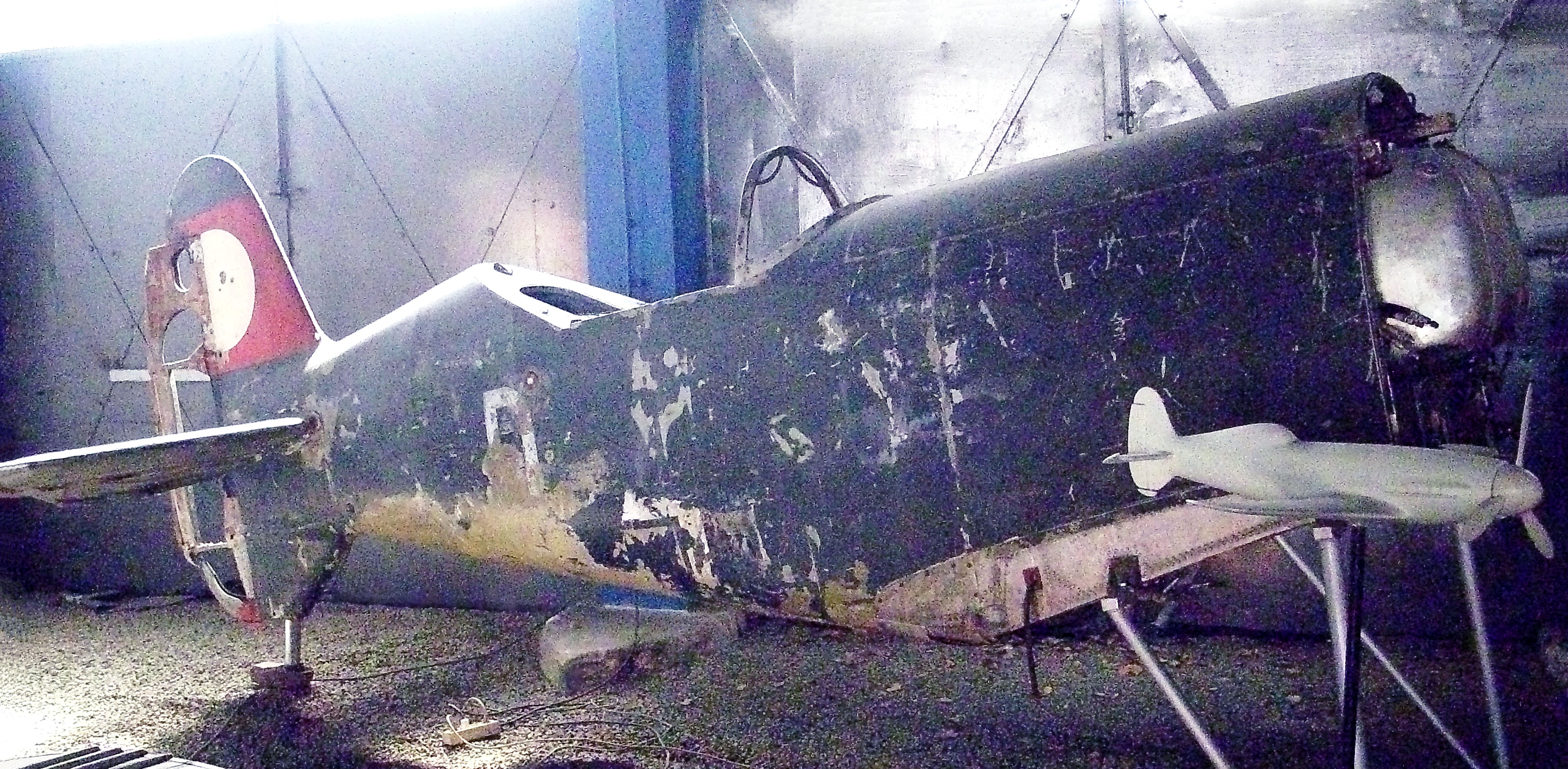
Le fuselage du Me 209 V1 à Cracovie, Pologne

Le Me 209 V1 existe toujours au Musée polonais de l'air à Cracovie . 
Le 18 juillet 1942 à Leipheim, près de Guntzbourg, en Allemagne nazie, Wendel a testé le troisième prototype "V3" de l'avion de combat à réaction Messerschmitt Me 262. Ce vol a été significatif car il a été réalisé pour la première fois avec les biréacteurs Junkers Jumo 004 .

## Situations d'urgence
Le 5 septembre 1940, le Flugkapitän (capitaine de vol) Wendel, alors qu'il effectuait une série d'essais de plongée sur Me 210 V2, Werknummer 0002, WL-ABEO, a perdu une partie de l'empennage arrière lors de sa plongée finale. Wendel put s'éjecter à temps et le chasseur bimoteur s'écrasa à Siebentíschwald, en Allemagne. Ce fut la première de nombreuses pertes de ce type. 
Les premiers vols expérimentaux du Me 262 V1 avaient commencé le 18 avril 1941. Les turboréacteurs BMW 003 n'étant pas prêts à être installés, un simple moteur Jumo 210 fut embarqué dans le nez de l'avion afin de réaliser des tests sur le fuselage. Le 25 mars 1942, Wendel fit le premier vol à réaction avec un prototype emportant deux  turboréacteurs BMW 003  sous ses ailes (Le moteur Jumo 210 fut laissé pour des raisons de sécurité). Lors du vol, les 2 turboréacteurs tombèrent en panne et Wendel fut obligé d'utiliser le moteur Jumo pour atterrir à Augsbourg. 
Wendel a travaillé pour Messerschmitt jusqu'à l'effondrement de l'Allemagne nazie en 1945. 

## L'après guerre
Après la guerre, Wendel est devenu directeur d'une brasserie locale. Il continua à piloter des avions de sport jusqu'à ce qu'une maladie circulatoire le force à arrêter. Quelques jours avant sa mort, il avait été libéré de l'hôpital où il avait subi un traitement pour sa maladie.  
Wendel a été retrouvé mort à son domicile d'Augsbourg, en Allemagne, le dimanche 9 février 1975 avec un fusil de chasse à ses côtés. La police a déclaré que des proches avaient retrouvé son corps mais ne savaient pas immédiatement si sa mort était un suicide ou un accident. Il avait 59 ans.   